# 臨機目標
臨機目標（りんきもくひょう、英: target of opportunity）は「利用可能な武器の範囲内にあり、発射や射撃が予定または要求されていない、地上もしくは空中のセンサーや観測者に認識された」標的。臨機目標は「計画外」および「予期しない」の2種類がある。計画外の臨機目標は、適切な標的として作戦パラメーターに含まれるが、作戦指示には含まれていなかった標的。予期しない標的とは、作戦パラメーターの範囲外にある標的。重要な標的が、無関係な作戦が進行中の場所で特定された場合など、攻撃の対象として予期していなかった標的のことを意味する。

## 手順
ほとんどの通常の戦闘軍事作戦の準備として、軍事部隊には一連の目的が与えられる。1つ以上の主要な標的が指定される場合もある。戦闘作戦中に、追加の標的が存在する場合があり、これらの標的に対処するための行動が作戦目的の達成に支障を来すことがなければ、適切な機会が生じた場合に、追加の標的を攻撃することがある。作戦目的と主要な標的の割り当ては、臨機目標を攻撃するために変更されることはない。しかし、指揮官がその標的を考察し、より重要なターゲットであると指定した場合は除く。例えば、発見された標的が、重要なターゲットだと識別された場合などである。

## 例

### 第二次世界大戦
第二次世界大戦中、1940年10月以前には英国空軍は爆撃機の乗組員に未使用の爆弾を持ち帰るように指示していた。しかし、1940年10月9日から、割り当てられた標的を見つけることができなかった場合、臨機目標を攻撃するように方針が変更された。

### イラク戦争
イラク戦争初期、米軍はイラク大統領サダム・フセインの一時的な滞在先であるとみなされる住居を破壊した。この行動は、軍事筋やその後のメディアの報道では、臨機目標が降って湧いた状況だったと説明された。また、この行動に対する結果は後日以下のように説明された。「直接の標的である住居は破壊されたが、肝心の機は逸した。メインの標的は脱出し、数ヶ月後に逮捕されるまで目標は達成されなかった」

### 核標的
米国国防総省とNATOは、核の臨機目標を「以前は核攻撃について検討、分析、または計画されていなかった、作戦開始後に観測または検出された核標的。多くの場合、一過性の出来事であるため、友軍と航空機の協調と警告のために課せられた制限時間内で可能な限り早く攻撃されるべきである」と定義した。